# Bandulić
Banullë en Albanais est une localité du Kosovo située dans la commune/municipalité de Lipjan, district de Pristina (Kosovo) ou district de Kosovo (. Selon le recensement kosovar de 2011, elle compte 1 694 habitants.

## Démographie

### Évolution historique de la population dans la localité
| 1948 | 1953 | 1961 | 1971 | 1981  | 1991  | 2011  |
| ---- | ---- | ---- | ---- | ----- | ----- | ----- |
| 509  | 585  | 688  | 926  | 1 254 | 1 625 | 1 694 |

|  |

### Répartition de la population par nationalités (2011)
En 2011, les Albanais représentaient 99,70 % de la population.